# Saropogon subauratus
Saropogon subauratus là một loài ruồi trong họ Asilidae. Saropogon subauratus được Walker miêu tả năm 1854. Loài này phân bố ở vùng Cổ Bắc giới và châu Á.